# Teoman (empereur)
Vous pouvez aider à l'améliorer ou bien discuter des problèmes sur sa page de discussion.
- Il ne cite pas suffisamment ses sources. Vous pouvez indiquer les passages à sourcer avec {{référence nécessaire}} ou {{Référence souhaitée}}, et inclure les références utiles en les liant aux notes de bas de page. (Marqué depuis décembre 2024)
- Son texte doit être wikifié : il ne correspond pas à la mise en forme Wikipédia (style, typographie, liens internes, liens entre les wikis, etc.). (Marqué depuis décembre 2024)
- La traduction doit être revue. Le contenu est difficilement compréhensible à cause d’erreurs de traduction, peut-être dues à l’utilisation d’un logiciel de traduction automatique. (Marqué depuis décembre 2024)

- Archive Wikiwix
- Bing
- Cairn
- DuckDuckGo
- E. Universalis
- Gallica
- Google
- G. Books
- G. News
- G. Scholar
- Persée
- Qwant
- (zh) Baidu
- (ru) Yandex
- (wd) trouver des œuvres sur Wikidata

Pour l’article homonyme, voir Teoman (musicien).
Teoman (chinois : 頭曼單于 Touman ; trône 220 av. J.-C. - 209 av. J.-C.), fils de l'homme d'État hun Tuvu Tanhu (Tuvu Bey),[1] fondateur et premier souverain de l'Empire hun d'Asie, et père de Mete Khan. Teoman, qui a vécu aux alentours du IIIe siècle av. J.-C., est le premier souverain Hun (Hiung-nu) connu. On pense qu'il s'agit de la même personne que Kara Khan, le père d'Oguz Khan.

## Vie
Teoman réunit divers groupes, dont les tribus turques, et établit une administration centralisée, devenant ainsi le premier Tanhu en 220 av. J.-C.
À l'époque de Teoman, la région de la Chine du Nord comptait de nombreux États nomades. Parmi eux, les barbares orientaux appelés Donghu et Yuechi tenaient le haut du pavé. En bref, l'insécurité régnait en Chine du Nord. Qin Shi Huang, le fondateur de la dynastie Qin, a envoyé une armée de 300 000 hommes sous le commandement de Meng Tian vers le nord et a chassé la plupart des États nomades de cette région à environ 400 km au nord. Bien que Teoman ait été un chef nomade puissant, il n'a pas pu résister à l'armée chinoise. Après la mort de Meng Tian, Teoman revint sur les rives du fleuve Jaune avec son peuple.
À cette époque, les tribus turques avaient effectué de nombreux raids dans l'Empire chinois le plus proche. Bien que ces raids constituent une menace pour les Chinois, il n'y a jamais eu de grand raid hun car les tribus nomades n'ont jamais agi ensemble. Lorsque Teoman réunit les tribus, il effraya de nombreux groupes et communautés en Asie centrale à l'époque, en particulier en Chine.
Le fils aîné de Teoman, Mete, était considéré comme son héritier. Cependant, Teoman, en raison de sa dévotion à une autre femme, voulut faire de son fils par cette femme l'héritier à la place de Mete. Selon la légende, il donna Mete en otage aux Yuechi. Puis il attaqua les Yuechi. Il savait que les Yuechi tueraient Mete lors de cette attaque, mais Mete s'est échappé et a survécu. Tout cela provoqua la haine de Mete, qui rassembla une armée pour prendre le trône de son père et se venger de son père et de sa femme. Mete marcha sur son père avec une armée de 10 000 hommes et tua Teoman, la femme de Teoman, et son fils, dont Teoman voulait faire son héritier (209 av. J.-C.).